# Злочев
Злочев (пољ. Złoczew) град је у Пољској у Војводству лођском. По подацима из 2012. године број становника у месту је био 3389.

## Становништво
| 2012. |
| ----- |
| 3.389 |